# 세네갈의 경제
세네갈의 경제는 최근 철, 지르코, 가스, 금, 인산염, 수많은 석유 발굴에도 불구하고 농촌의 주요 고용원인 광업, 건설, 관광, 어업, 농업이 주도하고 있다. 세네갈 경제는 대부분의 외환을 생선, 인산염, 땅콩, 관광, 서비스로부터 얻는다. 세네갈의 농업 분야는 경제의 지배적인 부분 중 하나로 강우량 및 기후변화 변화, 세계 상품가격 변동 등 환경조건에 매우 취약하다.
프랑스령 서아프리카의 옛 수도였던 이 곳은 서아프리카의 모든 프랑코폰에 서비스를 제공하는 은행과 기타 기관들의 본거지이며, 이 지역의 해운과 교통의 중심지이다.
세네갈은 또한 아프리카에서 가장 발달된 관광산업 중 하나이다. 세네갈의 경제는 외국의 원조에 의존한다. 그것은 세계무역기구의 회원이다.
국가 경제발전을 가로막는 주요 장애물은 무엇보다도 비효율적인 정의와 매우 느린 행정 절차, 그리고 실패한 교육 분야이다.

## 역사
세네갈의 1인당 GDP는 1960년대에 1.30% 감소했다. 그러나 1970년대에 158%의 최고 성장률을 기록했고, 격동의 1980년대에도 여전히 43%의 성장률을 보였다. 그러나 이것은 지속 가능하지 않은 것으로 판명되었고 1990년대에 경제는 결과적으로 40%까지 위축되었다.

### IMF 및 1990년대 경제 개혁
1994년 1월 CFA 프랑 평가절하 이후 국제 통화 기금(IMF), 세계은행 등 다자간 및 채권단은 세네갈 정부의 구조조정 및 부문조정 프로그램을 지원해 왔다. 경제에서 정부의 역할을 줄이고, 공공부문 경영을 개선하며, 민간부문 인센티브를 강화하고, 빈곤을 줄여 성장과 발전을 촉진하는 것이 이 프로그램의 폭넓은 목표였다.
1994년 1월, 세네갈은 국제기여국들의 요청에 따라 급진적인 경제 개혁 프로그램에 착수했다. 이 개혁은 세네갈의 통화인 CFA 프랑을 50% 평가절하하면서 시작되었는데, CFA 프랑은 프랑스 프랑과 고정 금리로 연결되어 있었다. 정부의 물가 통제와 보조금은 또 다른 경제 개혁으로 꾸준히 해체되어 왔다.
이러한 통화 평가절하는 대부분의 필수재화가 수입되었기 때문에 심각한 사회적 결과를 초래하였다. 하룻밤 사이에 우유, 쌀, 비료, 기계류 등 물가가 두 배로 뛰었다. 그 결과, 세네갈은 많은 교육을 받은 사람들과 이를 감당할 수 있는 사람들이 출국하는 등 대규모 이민을 겪었다.
1993년 2.1%의 경제 위축 이후 1995년~2004년 연평균 5% 이상의 국내총생산(GDP) 성장률을 기록하는 등 개혁 프로그램 덕분에 세네갈은 중요한 반전을 이뤘다. 연간 인플레이션이 최저 한 자릿수로 내려갔다.
서아프리카경제통화연합(WAEMU) 회원국으로서 세네갈은 통일된 대외관세와 보다 안정적인 통화정책으로 지역 통합을 확대하기 위해 노력하고 있다. 그러나 세네갈은 여전히 외부의 원조에 크게 의존하고 있다. 세네갈은 정부가 제안하고 IMF가 승인한 민영화 프로그램 완수에 따라 양국, 다자, 민간 부문 부채의 3분의 2를 탕감하는 혜택을 받게 된다.

## 경제 현황
세네갈 국민의 3분의 2는 앞으로 수십 년 안에 생활 여건이 개선될 것으로 예상하고 있다.

### 외부 무역 및 투자
어업이 세네갈의 수출 선두주자로 땅콩 부문을 대체했다. 2000년 수출 실적은 2억3900만 달러에 달했다. 산업어업은 고비용에 허덕이고, 세네갈 참치는 더욱 효율적인 아시아 경쟁국들에게 프랑스 시장을 빠르게 빼앗기고 있다.
두 번째 주요 외환 수입원인 인산염 생산은 약 9,500만 달러로 꾸준하다. 땅콩 제품의 수출은 2000년에 7900만 달러에 달했고 총 수출 수입의 11%를 차지했다. 네 번째 주요 외환 수입원인 관광 수입은 1994년 1월 평가절하 이후 증가해왔다. 2000년에는 50만여명의 관광객이 세네갈을 방문, 1억2000만달러의 수입을 올렸다.
세네갈의 새로운 투자촉진청(APIX)이 정부의 외국인 투자 프로그램에 중추적인 역할을 하고 있다. 투자율을 기존 20.6%에서 30%로 끌어올리는 것이 목표다. 현재는 번 자본과 소득의 양도나 송환, 전환외환 자금투자에 제한이 없다. 미국의 세네갈 직접투자는 석유 마케팅, 의약품 제조, 화학, 은행업 등을 중심으로 약 3800만 달러에 달한다. 연간 약 3억 5천만 달러의 경제적 원조는 프랑스, IMF, 세계은행, 그리고 미국으로부터 온다. 캐나다, 이탈리아, 일본, 독일도 지원을 한다.
세네갈은 값비싼 항만 시설과 23개의 국제 항공사가 취항하는 주요 국제공항, 주요 세계 센터와의 직통 및 통신망이 잘 발달되어 있다.

### 부채
2025년 6월, 영국 은행 바클레이즈(Barclays)의 보고서에 따르면 세네갈의 2024년 공공 부채는 GDP 대비 119%로 재평가되었습니다. 이 수치는 세네갈 경제부의 2025년 6월 다년간 예산 및 경제 계획 문서를 기반으로 산출되었으며, 세네갈은 아프리카에서 가장 부채가 많은 국가로 기록되었습니다.

### 채무
미화 24억9500만 달러의 대외채무와 경제개혁 프로그램을 진행 중인 세네갈은 과다채무빈곤국(HIPC)의 다자간 채무완화 이니셔티브에 참여할 자격을 얻었다. 구조개혁의 진전은 궤도에 올랐지만 민영화 추진과 좋은 지배구조 문제, 민간활동 촉진 등에 대한 여러 대책의 추진이 지연되는 등 개혁 속도는 더디다.
거시경제 지표에 따르면 세네갈은 2000년 IMF 목표 달성에 상당한 성과를 냈으며, 1999년 5.1%였던 연간 GDP 성장률은 5.7%로 증가했다. 물가상승률은 1999년 0.8%에 비해 0.7%로 발표됐으며 경상수지 적자(양도 제외)는 GDP의 6% 미만으로 유지됐다.

## 같이 보기
- 세네갈
- 아프리카의 경제
- CFA 프랑
- 유엔 아프리카 경제 위원회